# Chromulina
Chromulina ist eine im Süßwasser vorkommende Gattung der Goldbraunen Algen (Chrysophyceae). Sie besteht aus rund 80 Arten.

## Merkmale
Die Vertreter sind Einzeller ohne Zellwand und tragen eine einzelne Geißel. Die Zellen sind nicht abgeplattet. Sie haben einen oder zwei wandständige, goldbraune Plastiden und verfügen meist über einen Augenfleck im Plastiden nahe dem Geißelpol. Dort sitzen auch ein bis zwei kontraktile Vakuolen. Die Geißel ist beim Schwimmen nach vorne gestreckt. Die Zellen sind auch zu amöboiden Bewegungen befähigt.
Die ungeschlechtliche Fortpflanzung erfolgt durch einfache Längsteilung. Geschlechtliche Fortpflanzung ist nicht bekannt.
Eine ausführliche Beschreibung der Gattung findet sich in der AlgaeBase.

## Vorkommen
Die Vertreter der Gattung kommen im Plankton von stehenden Gewässern vor. Sie besiedeln auch Schneefelder.
Die Goldglanzalge (Chromulina rosanoffii) kann auf der Wasseroberfläche stehender Gewässer einen Belag bilden, der bei geeigneten Lichtverhältnissen queteletsche Ringe hervorruft.

## Arten
Eine Auswahl der Arten nach der AlgaeBase (marine Arten nach WoRMS):
- Chromulina aerophila J.W.G.Lund, 1942
- Chromulina annulata Conrad, 1930
- Chromulina asymmetrica (Doflein) Bourrelly, 1957
- Chromulina chionophilia J. Stein
- Chromulina crassa Bachmann, 1923
- Chromulina cuneata Playfair
- Chromulina dalecarlica Skuja, 1956
- Chromulina diachloros Skuja, 1956
- Chromulina elegans Doflein, 1921
- Chromulina ferrea J.W.G.Lund, 1942
- Chromulina nebulosa Cienkowski, 1870 (Typus), Synonyme: Chromophyton rosanoffii Woronin 1880, Chromulina rosanoffii[2]
- Chromulina lunaris N. Carter, 1937 (marin)
- Chromulina pleiades Parke, 1949 (marin)
- Chromulina zartensis Doflein, 1921

## Belege